# Skridtbeskytter
En skridtbeskytter er en form for undertøj, der anvendes til at beskytte mandens kønsorganer ved specielle fysiske aktiviteter. Skridtbeskyttere anvendes særligt i forbindelse med visse sportsgrene som ishockey, boksning eller håndbold (for målmanden).
Skridtbeskytteren består typisk af et taljebånd, der holder en skål af et fast materiale (sædvanligvis hårdt plastik), der dækker penis og testiklerne.
| Tøj | Spire Denne artikel om tøj, sko eller lignende er en spire som bør udbygges. Du er velkommen til at hjælpe Wikipedia ved at udvide den. |